# This Is Not Happening
«This Is Not Happening» es el decimocuarto episodio de la octava temporada y el episodio 175 en general de la serie de televisión de ciencia ficción The X-Files. El episodio se emitió por primera vez en los Estados Unidos el 25 de febrero de 2001 en la cadena Fox. Fue escrito por los productores ejecutivos Chris Carter y Frank Spotnitz, y dirigido por Kim Manners, y forma parte de la mitología general de la serie. El episodio recibió una calificación Nielsen. de 9,7 y fue visto por 16,9 millones de espectadores, lo que lo convierte en el episodio con mejor audiencia de la temporada. «This Is Not Happening» fue recibido positivamente por la crítica televisiva.
La serie se centra en los agentes especiales del FBI Dana Scully (Gillian Anderson) y su nuevo socio John Doggett (Robert Patrick) —luego de la abducción extraterrestre de su ex socio, Fox Mulder (David Duchovny)— quienes trabajan en casos relacionados con lo paranormal, llamados expedientes X. En este episodio, Scully, Doggett y Walter Skinner (Mitch Pileggi) descubren varios abducidos que regresaron. Doggett llama a otra agente, Monica Reyes (Annabeth Gish), para asistir en el caso. Los temores de Scully de encontrar a Mulder llegan a un punto crítico con la recuperación repentina de uno de los abducidos secuestrados al mismo tiempo en Bellefleur.
«This Is Not Happening» fue un hito en la historia de la temporada, regresando a Mulder de su abducción extraterrestre que comenzó con «Requiem». Además, el episodio presentó al personaje de Mónica Reyes (Annabeth Gish), quien se convertiría en un personaje principal en la novena temporada. El personaje de Gish se presentó como un posible reemplazo de Anderson, quien estaba considerando dejar la serie después del final de temporada.

## Argumento
En Helena, Montana, Richie Szalay persigue un ovni. Cuando el ovni se detiene, arroja a una mujer desnuda y se camufla. Más tarde se revela que la mujer es Theresa Hoese, quien fue abducida al mismo tiempo que Fox Mulder (David Duchovny). Walter Skinner (Mitch Pileggi), John Doggett (Robert Patrick) y Dana Scully (Gillian Anderson) visitan a Theresa en el hospital para obtener información sobre el paradero de Mulder.
Más tarde, en un motel, los agentes interrogan a Richie, cuyo amigo Gary había sido abducido justo antes que Mulder; estaba investigando informes de ovnis en Montana en un intento de encontrarlo. Doggett informa que se notaron huellas frescas de zapatos Nike en el área donde se encontró a Theresa, lo que hizo que Doggett se mostrara escéptico sobre las afirmaciones de Richie. Mientras tanto, Jeremiah Smith ha asumido la forma de un médico y hace los arreglos para que Theresa sea transferida. Al enterarse de la desaparición de Theresa, Doggett llama a la agente Mónica Reyes (Annabeth Gish). Reyes ayuda en la investigación, creyendo que Mulder pudo haberse unido a un culto ovni. En un complejo abandonado, Smith cura a Theresa de sus heridas, como lo observa un hombre llamado Absalom.
El auto de Reyes falla justo antes de que vea un ovni. Al detenerse, ve a Smith y Absalom llevándose un cuerpo; ella también encuentra el cuerpo de Gary. Reyes puede recuperar el número de placa del camión utilizado para secuestrar al abducido. Más tarde se revela que pertenece a Absalom, cuyo nombre real es Travis Clayton Moberly, el líder de un culto del fin del mundo. El FBI asalta el complejo del culto y arresta a Absalom, pero no encuentran a Smith. Absalom les dice a Scully y Doggett que ha estado salvando a los abducidos que los extraterrestres habían dado por muertos. Examinando el video de la redada en el complejo, Scully, Reyes y Doggett ven a Smith atravesar una puerta y transformarse en Doggett. Doggett está atónito y los agentes se dan cuenta de que Smith todavía está en el recinto.
Scully entra corriendo al complejo y, al identificar a Smith por sus zapatillas Nike, le dice que sabe quién es y qué está haciendo. Se distrae cuando Skinner le dice que encontraron el cuerpo de Mulder en el bosque. Scully ve el cuerpo sin vida de Mulder y corre de regreso al recinto con la esperanza de que Smith pueda curarlo, pero un ovni dirige un rayo de luz hacia la habitación donde lo retienen; cuando ella entra en la habitación, él se ha ido. Angustiada, Scully grita: «¡Esto no está pasando!», y llora.

## Producción

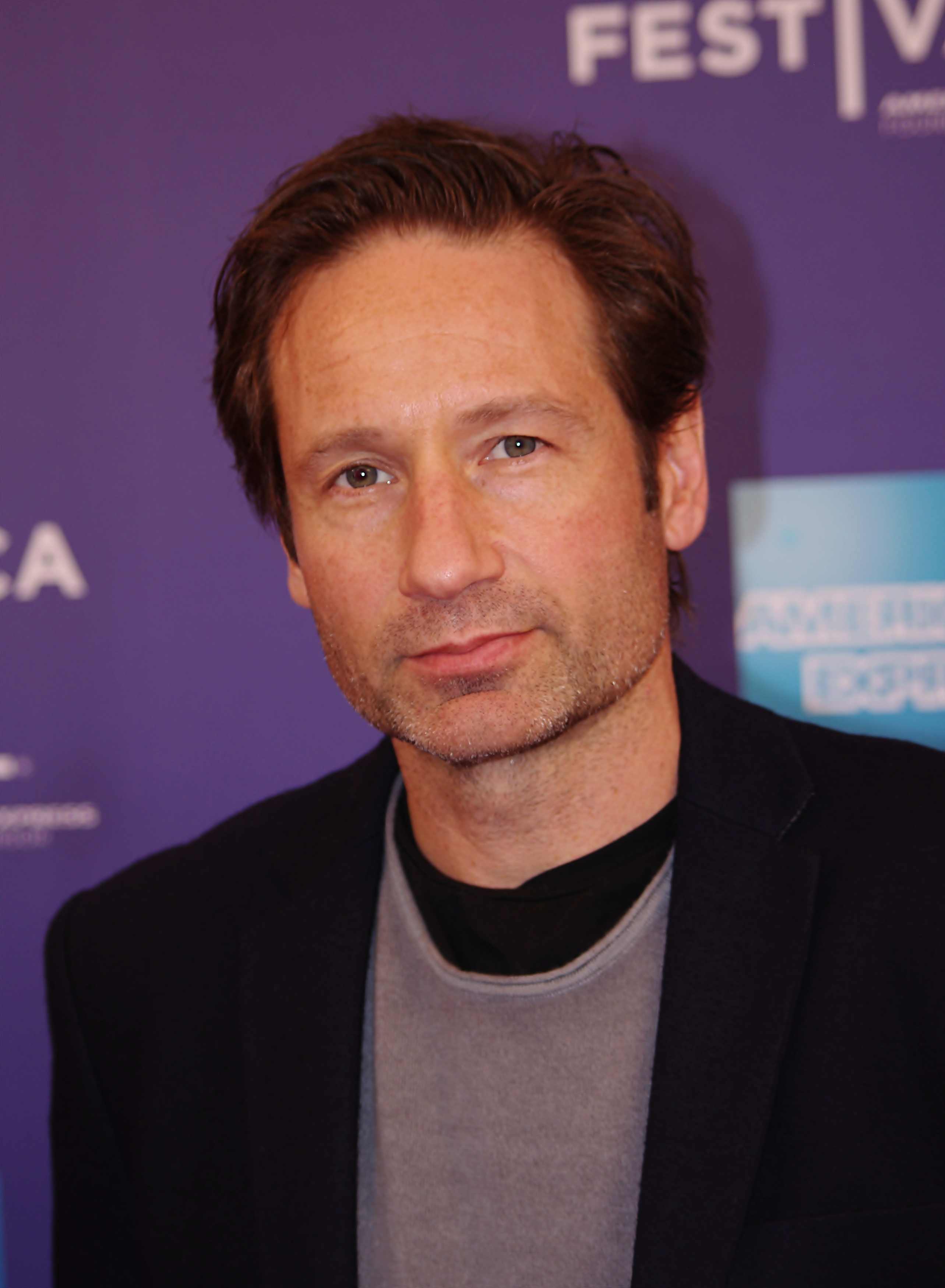
«This Is Not Happening» contó con el regreso de David Duchovny como Fox Mulder.

### Antecedentes y efectos
«This Is Not Happening» marcó el regreso de David Duchovny como Fox Mulder. Después de resolver la disputa de su contrato con Fox, Duchovny había dejado de participar a tiempo completo en el programa después de la séptima temporada. Para explicar la ausencia de Mulder, el personaje de Duchovny fue abducido por extraterrestres en el final de la séptima temporada, «Requiem». Después de varias rondas de discusiones contractuales, Duchovny acordó regresar para un total de 11 episodios de la octava temporada. «This Is Not Happening» marcó la quinta aparición de Duchovny en la octava temporada: su personaje había aparecido en cameos en «Within» y «Without», así como en flashbacks en «The Gift» y «Per Manum».
La escena de apertura requería que el equipo de The X-Files creara una persecución de un ovni. Para hacer esto, la escena se filmó completamente en un área montañosa que se iluminó para darle a la toma una sensación más extraterrestre. El ovni que se ve volando al principio de la escena era en realidad un helicóptero, disfrazado con varias técnicas. El llamado «efecto de camuflaje», creado en una computadora y que consiste principalmente en niebla digital y «luces onduladas», se utilizó para hacer que la «nave espacial» apareciera y luego desapareciera repentinamente.

### Reparto
Este episodio marcó la primera aparición de Mónica Reyes, interpretada por Annabeth Gish, quien se convertiría en un personaje principal en la novena temporada. El personaje se desarrolló e introdujo debido a la posible partida de Gillian Anderson al final de la octava temporada. Aunque Anderson permanecería hasta el final, Gish luego se convirtió en una protagonista de la serie. Al crear el personaje, el creador de la serie Chris Carter quería crear un personaje que tuviera mucho en común con Fox Mulder y Dana Scully. Sin embargo, Carter también quería que el personaje fuera diferente del personaje de Scully de manera que Doggett fuera diferente de Mulder, y dijo: «Por mucho que Robert Patrick fuera diferente de Mulder, necesitábamos a alguien que fuera igualmente diferente de Scully». Gish luego señaló que «Chris realmente quería que Mónica fuera una fuerza alegre, lo cual a veces es difícil de interpretar. Pero es un instinto natural para mí; puedo encontrar la felicidad en medio de la oscuridad».
El proceso de selección de Mónica Reyes no fue convencional. Gish recibió una llamada de su agente, quien le informó que The X-Files estaba buscando un nuevo personaje femenino. Gish solicitó el papel, pero en lugar de tener que hacer una lectura, solo tuvo que reunirse con Chris Carter y Frank Spotnitz. Después de recibir el papel, la primera escena de Gish, que estaba programada para las cuatro de la mañana, la involucraba corriendo colina abajo para descubrir a un antiguo abducido.

## Recepción
«This Is Not Happening» se estrenó el 25 de febrero de 2001 en la televisión estadounidense por Fox. El episodio obtuvo una calificación familiar de Nielsen de 9,7, lo que significa que fue visto por el 9,7% de los hogares estimados de la nación. Fue visto por 9,91 millones de hogares  y 16,9 millones de espectadores, lo que lo convierte en el episodio de mayor audiencia de la temporada, así como el episodio de mayor audiencia de la serie desde el episodio de la séptima temporada «The Sixth Extinction». Fox promocionó el episodio con el lema «Esta noche, termina la búsqueda de Mulder». El episodio fue nominado a un Primetime Emmy a la mejor fotografía para una serie de una sola cámara. El episodio más tarde se incluyó en The X-Files Mythology, Volume 4 - Super Soldiers, una colección de DVD que contiene entregas relacionadas con la saga de los supersoldados extraterrestres.
La recepción de la crítica a «This Is Not Happening» fue en su mayoría positiva. Emily VanDerWerff de The A.V. Club otorgó al episodio una «A−» y lo llamó «uno de los episodios más fuertes de la temporada, más o menos como Mónica Reyes». Aplaudió la reintroducción de Jeremiah Smith, un personaje que sintió que «el programa casi había olvidado», y elogió a Scott como Absalom, llamándolo «uno de los aspectos más destacados del episodio». VanDerWerff también escribió que el episodio, junto con el episodio anterior «Per Manum» fue una muestra de la capacidad de actuación de Anderson. Robert Shearman y Lars Pearson, en su libro Wanting to Believe: A Critical Guide to The X-Files, Millennium & The Lone Gunmen, calificaron el episodio con cinco estrellas de cinco. Los dos notaron, y elogiaron, que la verdadera tragedia del episodio es el hecho de que, a pesar de su mayor papel como creyente renuente, la forma en que Scully trata con Absalom y Jeremiah Smith «de una manera estrictamente científica», en lugar de dar el «salto de fe», le impide encontrar y salvar a Mulder a tiempo.
No todas las críticas fueron positivas. Paula Vitaris de Cinefantastique le dio al episodio una crítica negativa y le otorgó una estrella y media de cuatro. Llamó al episodio «poco emocionante» y concluyó que la escena final fue «anticlimática». Además, Vitaris señaló que la presentación de Mónica Reyes no fue explicada satisfactoriamente.